# Dschambyn Batmönch

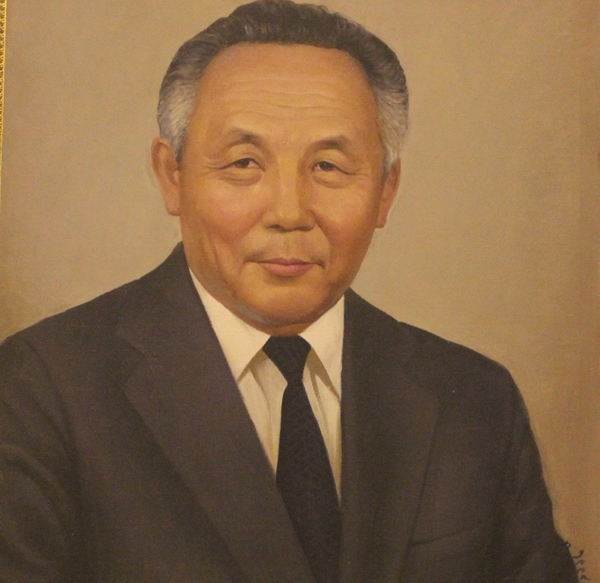
Dschambyn Batmönch

Dschambyn Batmönch [d͡ʒɑmˈbiːŋ ˈbɑtʰmɵnx] (mongolisch Жамбын Батмөнх; * 10. März 1926 in Chjargas, Uws-Aimag, Mongolei; † 14. Mai 1997 in Ulaanbaatar) war ein Politiker der Mongolischen Volksrepublik.

## Leben
Batmönch trat bereits 1948 der Mongolischen Revolutionären Volkspartei (MRVP) bei und wurde 1971 zunächst Kandidat des ZK der MRVP. Zuletzt war er Rektor der Mongolischen Staatsuniversität. 1973 folgte seine Ernennung zum Leiter der ZK-Abteilung für Wissenschaft und Erziehung.
Sein eigentlicher Aufstieg begann jedoch 1974, als er Mitglied des ZK der MRVP sowie Mitglied des Politbüros des ZK und zunächst Stellvertretender Vorsitzender des Ministerrates wurde. Noch im gleichen Jahr wurde er am 11. Juni 1974 Nachfolger von Jumdschaagiin Tsedenbal als Vorsitzender des Ministerrates. Tsedenbal selbst wurde Vorsitzender des Großen Volkschurals und damit Staatspräsident der Mongolei.
Als Tsedenbal am 24. August 1984 auf einer Sondersitzung des ZK der MRVP von seinem Amt als Generalsekretär des ZK der MRVP entbunden wurde, wurde Batmönch sein Nachfolger und somit Parteichef der Kommunistischen Partei. Am 12. Dezember 1984 wurde er auch Nachfolger Tsedenbals als Vorsitzender des Großen Volkschurals, nachdem das Amt des Staatspräsidenten übergangsweise zwischen August und Dezember 1984 von Njamyn Dschagwaral wahrgenommen wurde. Als offizieller Grund für den Machtwechsel wurde die angeschlagene Gesundheit von Tsedenbal genannt.

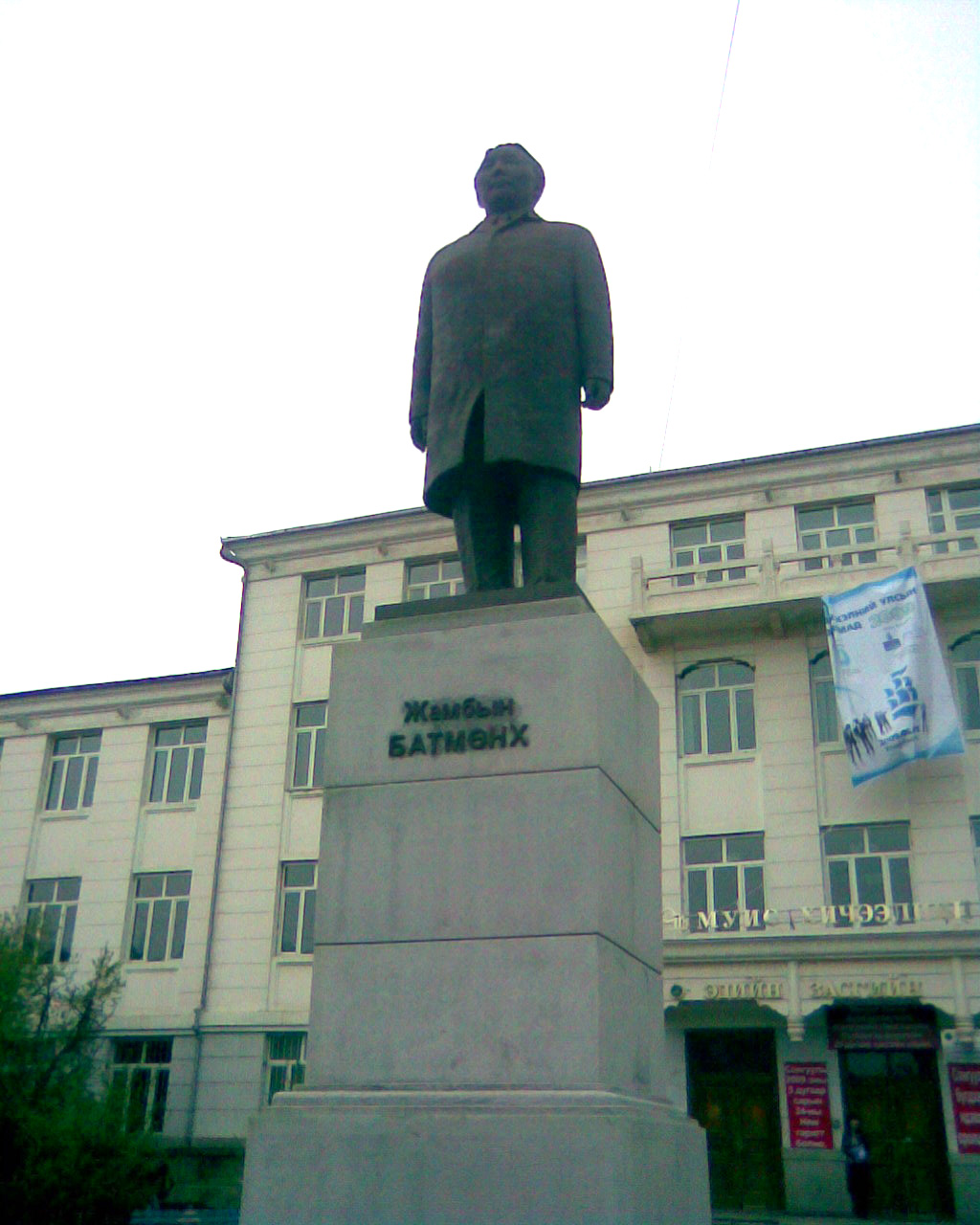
Statue von Dschambyn Batmönch vor der Nationaluniversität der Mongolei

Eine der ersten offiziellen Amtshandlungen von Batmönch war der Empfang für den damaligen Generalsekretär des ZK der KPdSU Michail Sergejewitsch Gorbatschow im August 1985 in Ulan Bator. Im Rahmen dieses Empfangs versicherte Batmönch die vertrauensvolle Partnerschaft der Mongolischen Volksrepublik zur Sowjetunion und als Partner in den gemeinsamen Bemühungen um Frieden und Sicherheit im Fernen Osten. 1986 stattete er Nordkorea einen Staatsbesuch ab. Als Parteichef vertrat er eine harte Haltung gegenüber jeder Verwestlichung und kritisierte auf einer Rede auf dem 13. Kongress des Gewerkschaftsbundes im Mai 1987 die Einstellung mancher Gewerkschaften zur Unternehmenspolitik.
Nach dem Zusammenbruch des Kommunismus verlor er am 14. März 1990 sein Amt als Generalsekretär des ZK der MRVP zunächst an Gombodschawyn Otschirbat und danach am 21. März 1990 das Amt des Staatspräsidenten an Punsalmaagiin Otschirbat.